# Valenzorbitale
Als Valenzorbitale bezeichnet man die Orbitale in der Elektronenhülle von Atomen, die mit Valenzelektronen besetzt sind. Nach dem modernen Atombild werden chemische Bindungen über Interferenz dieser Valenzorbitale beschrieben.
Bei den Valenzorbitalen handelt es sich um die energiereichsten Orbitale, die im Grundzustand des jeweiligen Atoms mit Elektronen besetzt sind. Sie sind dementsprechend am weitesten vom Kern entfernt.
Zu den Valenzorbitalen werden bei Hauptgruppenelementen s- und p-Orbitale der äußersten „Schale“ gezählt. Bei den Nebengruppenelementen (Übergangsmetallen) kommen zu diesen noch die d-Orbitale der zweitäußersten, bei den inneren Übergangselementen (Lanthanoide, Actinoide) die f-Orbitale der drittäußersten Schale hinzu. (Siehe auch unter Elektronenkonfiguration zur  Beschreibung der Orbitalbesetzung)
Inwieweit auch im Grundzustand unbesetzte d-Orbitale die Chemie der Hauptgruppenelemente mitbeeinflussen, wird noch diskutiert. Zum Verständnis der Bindungsverhältnisse sind sie jedenfalls nicht zwingend notwendig.